# Box-office France 1989
Cet article traite du box-office cinéma de 1989 en France.
Cette année, 358 films sortent sur les écrans français, ce qui était peu pour l'époque. 
C'est l'année la plus noire de l'exploitation française, jusqu'à la pandémie de Covid-19 en 2020. Avec 120,9 millions, on atteint le point bas de la fréquentation avant la lente croissance progressive des années 90. 
C'est l'année la plus noire du cinéma français. Le cinéma américain triomphe avec une part de marché alors historique de 55 % (le record sera atteint 5 ans après avec 60,9 %). Pourtant 5 ans avant, le cinéma américain n'était encore qu'à 35 %. Cette position dominante ne sera plus remise en cause les décennies suivantes. 
En fait, les spectateurs des comédies françaises ont déserté les salles pour les télévisions privées dont l'audience progresse alors que parallèlement le nombre des entrées des films américains est resté stable (il est égal à ce qu'il était dix ans plus tôt, c'est-à-dire autour de 65 millions d'entrées France).
Steven Spielberg s'était retiré de la préparation de Rain Man pour tourner Indiana Jones et la Dernière Croisade. Tous les deux seront les champions de l'année, loin devant la concurrence. 
À noter, le succès de la suite de Les dieux sont tombés sur la tête qui, certes, fait 3 fois moins que son ainé, mais réussit un score historique pour un film africain (coproduit cette fois par des américains).

## Les films à plus d'un million d'entrées
| Rang | Titre                                 | Pays | Réalisateur                                       | Entrées   |
| ---- | ------------------------------------- | ---- | ------------------------------------------------- | --------- |
| 1.   | Rain Man                              |      | Barry Levinson                                    | 6 474 520 |
| 2.   | Indiana Jones et la Dernière Croisade |      | Steven Spielberg                                  | 6 249 271 |
| 3.   | Retour vers le futur 2                |      | Robert Zemeckis                                   | 2 924 108 |
| 4.   | Oliver et Compagnie                   |      | George Scribner                                   | 2 858 997 |
| 5.   | Un poisson nommé Wanda                |      | Charles Crichton                                  | 2 212 414 |
| 6.   | SOS Fantômes 2                        |      | Ivan Reitman                                      | 2 175 147 |
| 7.   | Jumeaux                               |      | Ivan Reitman                                      | 2 173 966 |
| 8.   | Batman                                |      | Tim Burton                                        | 2 168 619 |
| 9.   | Permis de tuer                        |      | John Glen                                         | 2 093 006 |
| 10.  | Cinema Paradiso                       |      | Giuseppe Tornatore                                | 2 052 787 |
| 11.  | Trop belle pour toi                   |      | Bertrand Blier                                    | 2 031 131 |
| 12.  | Gorilles dans la brume                |      | Michael Apted                                     | 2 031 050 |
| 13.  | Abyss                                 |      | James Cameron                                     | 1 990 271 |
| 14.  | Les dieux sont tombés sur la tête 2   |      | Jamie Uys                                         | 1 978 631 |
| 15.  | Quand Harry rencontre Sally           |      | Rob Reiner                                        | 1 851 694 |
| 16.  | L'Arme fatale 2                       |      | Richard Donner                                    | 1 844 828 |
| 17.  | Noce blanche                          |      | Jean-Claude Brisseau                              | 1 819 295 |
| 18.  | Les Liaisons dangereuses              |      | Stephen Frears                                    | 1 695 208 |
| 19.  | Hiver 54, l'abbé Pierre               |      | Denis Amar                                        | 1 645 755 |
| 20.  | La Vie et rien d'autre                |      | Bertrand Tavernier                                | 1 507 708 |
| 21.  | Cocktail                              |      | Roger Donaldson                                   | 1 467 713 |
| 22.  | Astérix et le Coup du menhir          |      | Philippe Grimond                                  | 1 442 311 |
| 23.  | Après la guerre                       |      | Jean-Loup Hubert                                  | 1 430 796 |
| 24.  | Sexe, Mensonges et Vidéo              |      | Steven Soderbergh                                 | 1 413 940 |
| 25.  | Haute Sécurité                        |      | John Flynn                                        | 1 234 950 |
| 26.  | L'Union sacrée                        |      | Alexandre Arcady                                  | 1 219 603 |
| 27.  | Les Aventures du baron de Münchausen  |      | Terry Gilliam                                     | 1 210 935 |
| 28.  | Un monde sans pitié                   |      | Éric Rochant                                      | 1 034 981 |
|      | La Belle et le Clochard (rep)         |      | Clyde Geronimi / Wilfred Jackson / Hamilton Luske | 1 000 000 |

Par pays d'origine des films (Pays producteur principal)
- États-Unis : 15 films
- France : 8 films
- Royaume-Uni : 3 films
- Afrique du Sud : 1 film
- Italie : 1 film
- Total : 28 films